# Campionato Goiano 2022
Il Campionato Goiano 2022 è stata la 79ª edizione della massima serie del campionato goiano. La stagione è iniziata il 26 gennaio 2022 e si è conclusa il 2 aprile successivo.

## Stagione

### Novità
Al termine della stagione 2021, sono retrocesse in Segunda Divisão Itumbiara e Jaraguá. Dalla seconda divisione, invece, sono state promosse Goiatuba e Morrinhos.

### Formato
Le dodici squadre si affrontano dapprima in una prima fase a gironi, composta da due gironi da sei squadre ciascuno. Le prime due classificate di tali gironi, accederanno alla seconda fase che decreterà la vincitrice del campionato. Le ultime classificate di ambedue i gironi, retrocedono in Segunda Divisão.
La formazione vincitrice, potrà partecipare alla Série D 2023, alla Coppa del Brasile 2023 e alla Copa Verde 2023; la formazione vice-campione e la terza classificata, alla Série D e alla Coppa del Brasile. Nel caso le prime tre classificate siano già qualificate alla Série D, l'accesso alla quarta serie andrà a scalare.

## Risultati

### Prima fase

#### Gruppo A
|  | Pos. | Squadra         | Pt | G  | V | N | P | GF | GS | DR  |
|  | ---- | --------------- | -- | -- | - | - | - | -- | -- | --- |
|  | 1.   | Goiás           | 23 | 10 | 7 | 2 | 1 | 19 | 8  | +11 |
|  | 2.   | Anápolis        | 20 | 10 | 6 | 2 | 2 | 14 | 9  | +5  |
|  | 3.   | Morrinhos       | 11 | 10 | 2 | 5 | 3 | 7  | 9  | -2  |
|  | 4.   | Goianésia       | 9  | 10 | 2 | 3 | 5 | 14 | 16 | -2  |
|  | 5.   | Grêmio Anápolis | 8  | 10 | 0 | 8 | 2 | 6  | 8  | -2  |
|  | 6.   | Jataiense       | 7  | 10 | 1 | 4 | 5 | 6  | 16 | -10 |

Legenda:
      Ammessa alla fase finale.
      Retrocesse in Segunda Divisão 2023
Note:
Tre punti a vittoria, uno a pareggio, zero a sconfitta.

#### Gruppo B
|  | Pos. | Squadra         | Pt | G  | V | N | P | GF | GS | DR |
|  | ---- | --------------- | -- | -- | - | - | - | -- | -- | -- |
|  | 1.   | Vila Nova       | 18 | 10 | 5 | 3 | 2 | 17 | 9  | +8 |
|  | 2.   | Atl. Goianiense | 17 | 10 | 5 | 2 | 3 | 12 | 9  | +3 |
|  | 3.   | Iporá           | 15 | 10 | 4 | 3 | 3 | 12 | 15 | -3 |
|  | 4.   | CRAC            | 13 | 10 | 3 | 4 | 3 | 13 | 12 | +1 |
|  | 5.   | Aparecidense    | 12 | 10 | 3 | 3 | 4 | 11 | 13 | -2 |
|  | 6.   | Goiatuba        | 6  | 10 | 1 | 3 | 6 | 7  | 14 | -7 |

Legenda:
      Ammessa alla fase finale.
      Retrocesse in Segunda Divisão 2023
Note:
Tre punti a vittoria, uno a pareggio, zero a sconfitta.

### Seconda fase
|  | Quarti di finale | Quarti di finale | Quarti di finale | Quarti di finale | Quarti di finale |  |  | Semifinali | Semifinali      | Semifinali | Semifinali | Semifinali |   |   | Finale | Finale          | Finale | Finale | Finale |  |
|  |                  |                  |                  |                  |                  |  |  |            |                 |            |            |            |   |   |        |                 |        |        |        |  |
|  | 3A               | Morrinhos        | 0                | 0                | 0                |  |  |            |                 |            |            |            |   |   |        |                 |        |        |        |  |
|  | 2B               | Atl. Goianiense  | 1                | 3                | 4                |  |  | 2B         | Atl. Goianiense | 3          | 1          | 4          |   |   |        |                 |        |        |        |  |
|  | 4A               | Goianésia        | 0                | 0                | 0                |  |  | 1B         | Vila Nova       | 2          | 1          | 3          |   |   |        |                 |        |        |        |  |
|  | 1B               | Vila Nova        | 3                | 3                | 6                |  |  |            |                 |            |            |            |   |   | 2B     | Atl. Goianiense | 1      | 3      | 4      |  |
|  | 3B               | Iporá            | 1                | 1                | 2                |  |  |            |                 | 1A         | Goiás      | 0          | 1 | 1 |        |                 |        |        |        |  |
|  | 2A               | Anápolis         | 1                | 0                | 1                |  |  | 3B         | Iporá           | 0          | 3          | 3          |   |   |        |                 |        |        |        |  |
|  | 4B               | CRAC             | 0                | 0                | 0                |  |  | 1A         | Goiás           | 2          | 2          | 4          |   |   |        |                 |        |        |        |  |
|  | 1A               | Goiás            | 3                | 3                | 6                |  |  |            |                 |            |            |            |   |   |        |                 |        |        |        |  |

## Classifica finale
|  | Pos. | Squadra         | Pt | G  | V  | N | P | GF | GS | DR  |
|  | ---- | --------------- | -- | -- | -- | - | - | -- | -- | --- |
|  | 1.   | Atl. Goianiense | 33 | 16 | 10 | 3 | 3 | 24 | 13 | +11 |
|  | 2.   | Goiás           | 32 | 16 | 10 | 2 | 4 | 30 | 15 | +15 |
|  | 3.   | Vila Nova       | 25 | 14 | 7  | 4 | 3 | 25 | 14 | +11 |
|  | 4.   | Iporá           | 22 | 14 | 6  | 4 | 4 | 17 | 20 | -3  |
|  | 5.   | Anápolis        | 21 | 12 | 6  | 3 | 3 | 15 | 11 | +4  |
|  | 6.   | CRAC            | 13 | 12 | 3  | 4 | 5 | 13 | 18 | -5  |
|  | 7.   | Morrinhos       | 11 | 12 | 2  | 5 | 5 | 7  | 13 | -6  |
|  | 8.   | Goianésia       | 9  | 12 | 2  | 3 | 7 | 16 | 21 | -5  |
|  | 9.   | Aparecidense    | 12 | 10 | 3  | 3 | 4 | 11 | 13 | -2  |
|  | 10.  | Grêmio Anápolis | 8  | 10 | 0  | 8 | 2 | 6  | 8  | -2  |
|  | 11.  | Jataiense       | 7  | 10 | 1  | 4 | 5 | 6  | 16 | -10 |
|  | 12.  | Goiatuba        | 6  | 10 | 1  | 3 | 6 | 7  | 14 | -7  |

Legenda:

      Vincitore del Campionato Goiano 2022 e qualificato per la Coppa del Brasile 2023 e la Copa Verde 2023.
      Qualificato per la Coppa del Brasile 2023.
      Qualificato per il Campeonato Brasileiro Série D 2023.
      Retrocesse in Segunda Divisão 2023